# シンクロ (秦基博の曲)
「シンクロ」は、日本の男性シンガーソングライター・秦基博のメジャーデビューシングル。

## 解説
- 全作詞作曲は秦基博。全編曲・音楽プロデュースは上田禎。
- 全国FM局が選定するパワープレイを43局で獲得し、当時のパワープレイ獲得数新記録曲となった。
- CD-EXTRA仕様で、デビュー前の本人インタビューやライブ映像、写真撮影などの模様が収録されている。
- CDの帯には「鋼と硝子で出来た声」と書かれている。

## 収録曲
1. シンクロ
  - TBS系『COUNT DOWN TV』2006年11月度オープニングテーマ
  - スペースシャワーTV2006年11月度POWER PUSH選出曲
  - WOWOWドラマW『真夜中のマーチ』主題歌
  - インディーズ時代から存在していた楽曲。タイトルを「手をたたこう」から改称し、歌詞も大幅に変更している。
  - ミニアルバム『僕らをつなぐもの』にアルバムバージョンが収録されている。
  - 1stアルバム『コントラスト』に収録されている。
2. やわらかな午後に遅い朝食を
  - ミニアルバム『僕らをつなぐもの プレミアム・エディション』に収録されている。
  - 3rdシングル「青い蝶」にスタジオライブバージョンが収録されている。
3. シンクロ［backing track］